# Rejon kozowski
Rejon kozowski, ukr. Козівський район – rejon obwodu tarnopolskiego Ukrainy.
Został utworzony w 1939, jego powierzchnia wynosi 694 km², a ludność rejonu liczy 41 800 osób.
Na terenie rejonu znajduje się 2 osiedlowe rady i 31 silskich rad, obejmujących w sumie 53 miejscowości. Siedzibą władz rejonowych jest Kozowa.

## Miejscowości rejonu
- Augustówka (Августівка)
- Bartoszówka (Бартошівка)
- Budowa (Будова)
- Budyłów (Будилів)
- Byszki (Бишки)
- Cecory (Цицори)
- Ceniów (Ценів)
- Chodaczków Wielki (Великий Ходачків)
- Chorobrów (Хоробрів)
- Chorościec (Хоростець)
- Denysów (Денисів)
- Dmuchawiec (Дмухівці)
- Dragomanówka (Драгоманівка)
- Dubszcze (Дибще)
- Dworzyska (Дворище)
- Glinna (Глинна)
- Helenków (Геленки)
- Horby (Горби)
- Horodyszcze (Городище)
- Iszczków (Ішків)
- Jastrzębowo (Яструбове)
- Józefówka (Йосипівка)
- Kalne (Кальне)
- Koniuchy (Конюхи)
- Kozłów (Козлів)
- Kozowa (Козова)
- Kozówka (Козівка)
- Krzywe (Криве)
- Kupczyńce (Купчинці)
- Makowisko (Маковисько)
- Medowa (Медова)
- Młynki (Млинці)
- Olesin (Олесине)
- Płaucza Mała (Мала Плавуча)
- Płaucza Wielka (Велика Плавуча)
- Płoska (Плоске)
- Płotycza (Плотича)
- Pokropiwna (Покропивна)
- Potok (Потік)
- Rosochowaciec (Росохуватець)
- Seńków (Сеньків)
- Słoboda Złota (Золота Слобода)
- Słobódka (Слобідка)
- Szczepanów (Щепанів)
- Taurów (Таурів)
- Teofipólka (Теофіпілка)
- Urytwa (Уритва)
- Uwsie (Вівся)
- Wesniwka (Веснівка)
- Wiktorówka (Вікторівка)
- Wybudów (Вибудів)
- Wymysłówka (Вимислівка)
- Zaberiziki (Заберізки)
- Zalissja (Залісся)
- Złoczówka (Золочівка)